# Agathon markii
Agathon markii är en tvåvingeart som först beskrevs av Garrett 1925.  Agathon markii ingår i släktet Agathon och familjen Blephariceridae. Inga underarter finns listade i Catalogue of Life.